# Wu (staat)
Wú (Chinees: 吳) was een staat in de Periode van Lente en Herfst in China. De staat lag aan de benedenloop van de Jangtsekiang en grensde aan de Oost-Chinese Zee. De hoofdstad van Wu was het huidige Suzhou. Het latere Koninkrijk Wu is ernaar vernoemd.
Wu werd tijdens de late Periode van Lente en Herfst enige tijd een zeer welvarende en sterke staat. In 584 v.Chr. beschikte de Wu over boogschutters, cavalerie en strijdwagens, waarvan ze de technieken hadden geleerd van de staat Chu. De prins van Wu, He Lü wees Wu Zixu aan als zijn militair adviseur en de legendarische Sun Tzu als opperbevelhebber. De strijdmachten van Wu wisten aanvankelijk grote successen te boeken tegen de Chu die echter teniet werden gedaan doordat de staat Qin Chu te hulp schoot en er interne twisten uitbraken binnen de aristocratie van Wu, waarvan de zuidelijke buurstaat Yue weer misbruik maakte door de aanval in te zetten. In 473 v.Chr. werd Wu veroverd door Yue.